# Skydning under sommer-OL 2020 - Skeetskydning (herrer)
 Skeetskydning for herrer under Sommer-OL 2020 finder sted den 25. juli - 26. juli 2021 i Asaka Shooting Range, Saitama. 

## Medaljefordeling
| Medaljetagere         | Medaljetagere           | Medaljetagere                | Medaljetagere |
| --------------------- | ----------------------- | ---------------------------- | ------------- |
| Guld                  | Sølv                    | Bronze                       |               |
| Vincent Hancock · USA | Jesper Hansen · Danmark | Abdullah Al-Rashidi · Kuwait |               |

## Turneringsformat
Konkurrencen bliver indledt med én kvalifikationsrunde over to dage, hvor de 29 kvalificerede deltagere i alt skyder mod 125 lerduer (25 lerduer i fem serier). Herefter går de seks bedste til finalen. Finalen bliver indledt med én serie af 20 lerduer. Efter denne serie bliver første skytte elimineret. Herefter skydes der 10 lerduer og næste skytte elimineres indtil sidste skytte står med guldmedaljen. De to sidste skytter i konkurrencen skyder således 60 lerduer i finalen. 

## Deltagere
| Kvalificeret                    | Nation     | Udøver         |
| ------------------------------- | ---------- | -------------- |
| Værtsnation                     | Japan      |                |
| 2018 VM                         | USA        |                |
| 2018 VM                         | Norge      |                |
| 2018 VM                         | Frankrig   |                |
| 2018 VM                         | Italien    |                |
| 2018 Amerikansk mesterskab      | USA        |                |
| 2019 ISSF World Cup # 2         | Italien    |                |
| 2019 ISSF World Cup # 2         | Tjekkiet   |                |
| 2019 ISSF World Cup # 3         | Kuwait     |                |
| 2019 ISSF World Cup # 3         | Danmark    | Jesper Hansen  |
| 2019 ISSF World Cup # 5         | Sydkorea   |                |
| 2019 ISSF World Cup # 5         | Finland    |                |
| 2019 European Games             | Sverige    | Stefan Nilsson |
| 2019 Pan American Games         | Guatemala  |                |
| 2019 Pan American Games         | Peru       |                |
| 2019 ISSF World Cup # 7         | Frankrig   |                |
| 2019 ISSF World Cup # 7         | Egypten    |                |
| 2019 Afrikanske mesterskaber    | Egypten    |                |
| 2019 Europæiske mesterskaber    | Grækenland |                |
| 2019 Europæiske mesterskaber    | Cypern     |                |
| 2019 Oceaniske mesterskaber     | Australien |                |
| 2019 Asiatiske mesterskaber     | Indien     |                |
| 2019 Asiatiske mesterskaber     | Indien     |                |
| 2019 Asiatiske mesterskaber     | Kuwait     |                |
| 2020 Europæiske mesterskaber    |            |                |
| 2020 Europæiske mesterskaber    |            |                |
| ISSF olympiske verdensrangliste |            |                |
| Tripartite                      |            |                |
| Tripartite                      |            |                |

## Tidsplan
Nedenstående tabel viser tidsplanen for afvikling af konkurrencen:
Alle tider er japansk standardtid (UTC+9)
| Dato     | Tid   | Runde                 |
| -------- | ----- | --------------------- |
| 26. juli | 10:00 | Kvalifikation – dag 1 |
| 27. juli | 10:00 | Kvalifikation – dag 2 |
| 27. juli | 15:50 | Finale                |

## Resultater

### Kvalifikation
| 1  | Eric Delaunay            | Frankrig                   | 25 | 25 | 25 | 24 | 25 | 124       | +6      | Q, QOR |
| 2  | Tammaro Cassandro        | Italien                    | 24 | 25 | 25 | 25 | 25 | 124       | +5      | Q, QOR |
| 3  | Eetu Kallioinen          | Finland                    | 25 | 25 | 24 | 25 | 24 | 123       |         | Q, QOR |
| 4  | Vincent Hancock          | USA                        | 25 | 25 | 25 | 25 | 22 | 122       | +8      | Q, QOR |
| 5  | Abdullah Al-Rashidi      | Kuwait                     | 25 | 25 | 24 | 25 | 23 | 122       | +7      | Q, QOR |
| 6  | Jesper Hansen            | Danmark                    | 25 | 24 | 23 | 25 | 25 | 122       | +5+8+20 | Q, QOR |
| 7  | Jakub Tomeček            | Tjekkiet                   | 24 | 25 | 25 | 25 | 23 | 122       | +5+8+19 |        |
| 8  | Nicolas Pacheco Espinosa | Peru                       | 24 | 24 | 25 | 25 | 24 | 122       | +5+7    |        |
| 9  | Georgios Achilleos       | Cypern                     | 25 | 24 | 24 | 25 | 24 | 122       | +3      |        |
| 10 | Gabriele Rossetti        | Italien                    | 23 | 25 | 24 | 24 | 25 | 121 CB:37 |         |        |
| 11 | Emmanuel Petit           | Frankrig                   | 23 | 25 | 24 | 24 | 25 | 121 CB:28 |         |        |
| 12 | Dimitris Konstantinou    | Cypern                     | 24 | 25 | 24 | 23 | 25 | 121       |         |        |
| 13 | Lee Jong-jun             | Sydkorea                   | 24 | 25 | 24 | 24 | 24 | 121       |         |        |
| 14 | Erik Watndal             | Norge                      | 25 | 24 | 25 | 23 | 24 | 121       |         |        |
| 15 | Phillip Jungman          | USA                        | 24 | 24 | 23 | 24 | 25 | 120 CB:47 |         |        |
| 16 | Mansour Al-Rashedi       | Kuwait                     | 24 | 24 | 23 | 24 | 25 | 120 CB:36 |         |        |
| 17 | Federico Gil             | Argentina                  | 25 | 23 | 25 | 23 | 24 | 120       |         |        |
| 18 | Angad Bajwa              | Indien                     | 24 | 25 | 24 | 23 | 24 | 120       |         |        |
| 19 | Mostafa Hamdy            | Egypten                    | 23 | 22 | 22 | 24 | 23 | 120       |         |        |
| 20 | Nikolaos Mavrommatis     | Grækenland                 | 23 | 24 | 23 | 24 | 25 | 119       |         |        |
| 21 | Paul Adams               | Australien                 | 25 | 25 | 23 | 22 | 24 | 119       |         |        |
| 22 | Saeed Al-Mutairi         | Saudi-Arabien              | 24 | 24 | 23 | 25 | 23 | 119       |         |        |
| 23 | Stefan Nilsson           | Sverige                    | 25 | 24 | 23 | 24 | 23 | 119       |         |        |
| 24 | Saif Bin Futtais         | Forenede Arabiske Emirater | 24 | 23 | 23 | 23 | 24 | 117       |         |        |
| 25 | Mairaj Ahmad Khan        | Indien                     | 25 | 24 | 22 | 23 | 23 | 117       |         |        |
| 26 | Emin Jafarov             | Aserbajdsjan               | 25 | 23 | 23 | 22 | 23 | 116       |         |        |
| 27 | Hiroyuki Ikawa           | Japan                      | 23 | 23 | 23 | 22 | 23 | 114       |         |        |
| 28 | Lari Pesonen             | Finland                    | 23 | 25 | 23 | 24 | 19 | 114       |         |        |
| 29 | Azmy Mehelba             | Egypten                    | 25 | 24 | 24 | 25 | 20 | 112       |         |        |
| 30 | Juan Schaeffer           | Guatemala                  | 21 | 22 | 22 | 23 | 19 | 107       |         |        |

### Finalerunde
| Placering                        | Skytte                    | 20 lerduer | 10 lerduer | 10 lerduer | 10 lerduer | 10 lerduer | Total | Noter |
| -------------------------------- | ------------------------- | ---------- | ---------- | ---------- | ---------- | ---------- | ----- | ----- |
| 1                                | Vincent Hancock (USA)     | 10         | 20         | 29         | 39         | 49         | 59    | OR    |
| 2. plads, sølvmedaljemodtager(e) | Jesper Hansen (DEN)       | 9          | 19         | 29         | 39         | 48         | 55    |       |
| 3                                | Abdullah Al-Rashidi (KUW) | 10         | 20         | 29         | 37         | 46         |       |       |
| 4                                | Eetu Kallioinen (FIN)     | 10         | 20         | 28         | 36         |            |       |       |
| 5                                | Eric Delaunay (FRA)       | 8          | 16         | 25         |            |            |       |       |
| 6                                | Tammaro Cassandro (ITA)   | 8          | 16         |            |            |            |       |       |